# أستاذ جامعي
الأُسْتَاذُ (الجمع: أُستَاذُونَ وأَسَاتِيذ وأَسَاتِذَة) أو بروفيسور هو لقب يطلق على الأستاذ الجامعي المختص في علم ما معين، وهو أعلى مرتبة علمية في الجامعة.
ينص قانون تنظيم الجامعات المصري على أن الدرجات العلمية لأعضاء هيئة التدريس تبدأ من لقب (مدرس) ويتم الحصول عليه بالحصول على درجة الدكتوراه.
تليها درجة (أستاذ مساعد) بتقديم بحث علمي مقبول من لجنة الترقيات.
تليها درجة (أستاذ) بتقديم بحث علمي متخصص دقيق مقبول من اللجنة العليا لترقية درجة أستاذ.
ولا يتم الحصول على درجة الأستاذية بغير الحصول على الترقيات السابق ذكرها.
(قانون تنظيم الجامعات المصري رقم 49 لسنة 1972 وتعديلاته).
ترجع أصول كلمة «بروفيسور» إلى اللغة اللاتينية، وتعني الشخص المعترف له بالتمكن من مجال علمي ما، أو معلم ذو مرتبة عليا.

## المهام
- التحكم في التدريس الجامعي والأبحاث العلمية والكتب الجامعية في أقسامهم.
- إلقاء المحاضرات وتنظيم الندوات في تخصصهم.
- تنفيذ الأبحاث العلمية المتقدمة في مجالاتهم.
- تقديم خدمات المجتمع للمصلحة العامة.
- التدريس في الحرم الجامعي أو عن طريق الإنترنت اعتماداً على تكنولوجيا التعليم.

## حول العالم

### كندا والولايات المتحدة
في الولايات المتحدة يشير مصطلح «بروفسور» إلى المعلمين في درجة الكليات والجامعات.

في كندا حيث هناك تمييز كبير بين الكلية والتعليم العالي، لكن المصطلح مقصور على الجامعات فقط.

### المملكة المتحدة وأيرلندا والدول المتحدثة للإنجليزية
في المملكة المتحدة وجمهورية أيرلندا ومعظم دول الكومنولث (عدا كندا) البروفسور عادةً يحمل إما رتبة مؤكدة أو رتبة شخصية. تمنح الجامعة الرتبة المؤكدة ولكي تقابلهم تحتاج إلى قيادة أكاديمية وسكن ثابت في المنطقة أو انضباط ويملئ المتقدمون الاستمارة؛ فقط شخص مؤهل تأهيلاً مناسباً سيُعيَن.

تُمنح الرتبة الشخصية لشخص اعترافاً به لإنجازاته عالية المستوى والبقاء في منطقتهم أو الانضباط.

### البرازيل والبرتغال
في اللغة البرتغالية، تعني كلمة بروفسور «مدرس» و«بروفسور». عند الضرورة يحدث التمييز عادةً عند الإشارة لمعلم كـ«بروفسور» حيث يمكن التحديد أكثر، أي أن معلم المدرسة تعني (professor de escola) بينما مدرس إعدادي تعني (professor de cursinho) وأستاذ الجامعة (professor universitário).

### جمهورية التشيكوسلوفاكيا
مصطلح البروفسور هو مصطلح أكاديمي تربوي (بالتشيكية:pedagogicko-akademický titul) وتُمنح لمعلمي الجامعة الحاملين شهادة الدكتوراه.

### الدنمارك
في الدنمارك كلمة البروفسور تُطلق فقط للبرفسور الكاملين. يُطلق على شريك البروفسور بالدنماركية lektor ومساعد البروفسور adjunkt. قبل الترقية إلى بروفسور كامل، يمكن الحصول على وقت منشور محدد (عادةً 5 سنوات) وأيضاً رتبة (أستاذ مع المسؤوليات الخاصة). يوفر هذا المنصب الوقت لجمع نقاط نشر.

### مصر
لدى الجامعات 5 مراكز لأعضاء الكلية: معيد ومدرس مساعد ومدرس وأستاذ مساعد وأستاذ.
- معيد: هي رتبة تعليمية تُمنح لأوائل الطلبة في الكليات حسب طلب الجامعة. يمكنه في فترة تدريسه إعداد رسالتي الماجستير والدكتوراه.
- مدرس مساعد: هي رتبة تعليمية يمنحها الأساتذة الجامعيون للمعيدين في الكليات بعد اجتيازهم مرحلة الماجستير بنجاح، وترفع من راتبه.
- مدرس: هي رتبة تعليمية تُمنح لمن قاموا بإنهاء رسالة الدكتوراة ويُطلق عليه لقب دكتور جامعي (د.).
- أستاذ مساعد: هي رتبة تُمنح للمدرسين الذين قاموا بعمل أكثر من بحث في مجالٍ معين وتدل على تميزهم العلمي منشورة في دوريات علمية عالمية أو إقليمية متميزة متخصصة ومحكمة وألا يَقِلَّ مُجمل الإنتاج العلمي الذي أُجيزَ له عن أربعة أبحاث، منها بحثان على الأقل بتقدير جيد.[3]
- أستاذ: هي رتبة تُمنح للأَساتذة المساعدين الذين قاموا بعمل عدة أبحاث في مجال معين أو عدة مجالات وهي أعلى رتبة جامعية داخل مصر ويُطلق عليهم لقب أستاذ دكتور (أ.د.).

### فنلندا
نظام فنلندا هو نظام مشابه لنظام ألمانيا التقليدي وهو وجود عدد محدود لمناصب البروفسور الذي يتزعم مجموعات البحث العلمي وأخذ دور في الإدارة بالإضافة إلى إلقاء المحاضرات. رتبة مساعد بروفسور (بالفنلندية:apulaisprofessori) لم يعد مُستخدَم. أخذ رتبة البروفسور يتطلب تقاعد البروفسور السابق. متطلبات رتبة البروفسور هي شهادة الدكتوراه وسجل واسع من الرسالات المستقلة؛ درجة الليسانس (lisensiaatti) غير مؤهلة.

### ألمانيا والنمسا وسويسرا وهولاندا وفرنسا
في هذه لا يوجد سوى لقب أكاديمي واحد وهو بروفسور فليس هناك أستاذ مساعد أو مشارك مثلاً. كما أنه توجد يحتاج الشخص الحاصل على الدكتوراه إلى تأهيل خاص للحصول على الاستاذية وهو صعب المنال وينظر إليه كأعلى مرتبة علمية ويطلق على هذه الدرجة شهادة التأهيل لدرجة الأستاذية أو البرفيسور Habilitation.
يتطلب في هذه الدرجة أن يقوم الشخص بكتابة أطروحة تعرف بإطروحة التأهيل (Habilitationsschrift أو Habilitation thesis) ويتم تقييم ومناقشة هذه الأطروحة بشكل أكثر تفصيلاً من درجة الدوكتوراه بالإضافة شروط عدة أهما؛ التدريس والإشراف على طلبة الدراسات العليا وكذلك نشر بحوث أصيلة في مجلات عالمية رصينة وعدد هذه البحوث متفاوت من جامعة لأخرى ومن تخصص لآخر وعادة يجب أن لا تقل هذه البحوث عن 12 بحثاً. وكل هذه الشروط وبضمنها البحوث يجب أن تكون قد تمت بعد مرحلة الدكتوراه وليس خلالها أو قبلها.
ونظراً لصعوبة الحصول على هذه الدرجة فهنالك العديد من البدائل الحديثة المقبولة وبالرغم من هذه البدائل فإن العلماء ينظرون إلى هذه الدرجة بشكل مميز وذو قيمة عالية جداً.
هذه الدرجة والتي تختصر إلى (Priv.-Doz. and/or Dr. habil.) متوفرة العديد من الدول منها ألمانيا، روسيا، سويسرا، النسما، فرنسا، الدنمارك، السويد، فنلاند، البرتغال والعديد من دول أوروبا والعالم.
بعض الإحصائيات في ألمانيا مثلاً في 2007 تم منح 1.993 درجة تأهيل في ألمانيا وبكافة التخصصات. علماً أن ألمانيا.

### العراق
وهو مصطلح يطلق على من اكمل دراسة الدكتوراة في اختصاصه ومتطلبات هذه الدرجة العلمية والتي تتضمن.
- حد أدنى من الخدمة الجامعية.
- عدد معين من رسائل الماجستير والدكتوراه التي أشرف عليها (تخريج طلاب في التخصص).
- عدد معين من البحوث الرصينة والتي تكون في الغالب محلية.

يوجد حالياً اتجاه في الجامعات العراقية إلى ضرورة إلزام المتقدم لهذه الدرجة بالبحوث المنشورة دولياً وعدم الاكتفاء بالمحلية منها.
وبطلق على حملة هذه الدرجة في الغالب أستاذ أو بروف حذف جزء أو مقطع من كلمة والجزء المتبقي من الكلمة يكون هو الكلمة الجديدة المستعملة prof من professor.
التسميات تبدأ من مدرس ثم أستاذ مساعد وأستاذ لحملة شهادة الدكتوراة، أما حملة شهادة الماجستير فيكون التسلسل مدرس مساعد ومدرس وبإمكانه أن يتسلسل صعوداً دون الحاجة إلى اكتساب شهادة الدكتوراه. وهنالك نظام للترقيات يعتمد على البحوث المنشورة في الدوريات المحكمة والرصينة داخل العراق وخارجه، علاوة على فترة يمضيها عضو هيئة التدريس في العمل الأكاديمي وتنقسم إلى فترتين اعتيادية.

### روسيا
البروفيسور أو كما يطلق بالعربية (الأستاذ الدكتور) في روسيا هي اعلى درجة علمية في الجامعة، يحصل عليها من قام بإنهاء دراسة مرحلة ما بعد الدكتوراه doctor of science، أو ما يسمى عالمياً habilitation، أما المرحلة التي قبلها فتسمى candidate of sciene، أو PH.D degree ويكون أستاذ جامعي.
البروفيسور في جامعات روسيا يحق له أن يستلم مناصب عالية في الجامعة (رئيس جامعة - مساعد رئيس الجامعة، عميد كلية)، كما يحق له أن يقوم بتجهيز وتدريس طلاب الدراسات العليا غير الماجستير (دكتوراه وما بعد الدكتوراه)، أما الحاصل على درجة الدكتوراه العادية فأعلى منصب يستلمه هو أستاذ محاضر docent.
كما يحصل البروفيسور على لقبه من Higher Attestation Commission وهي اللجنة العليا التي تقوم بتصديق الألقاب والشهادات العليا (دكتوراه وما بعد الدكتوراه).

## الاستخدام في التاريخ الإسلامي
في الحضارة الإسلامية يُعيَن الكرسي من قبل الخليفة نفسه. غالباً يكون عن طريق توصية، قام الخليفة بعمل التعيينات لكرسي الأستاذ في الجامع (جامعة أو مدرسة تجمعية) كما في حالة أبو الوفاء علي بن عقيل (مات 1119 م) الذي عُيِّن معروفاً في كرسي الأستاذ في جامع المنصور (بغداد) وأصبح المعلم الرئيسي في المدرسة. في حالاتٍ أخرى، يمكن تعيين كرسيين في آن واحد.

## الراتب
| الدولة                           | بروفسور مساعد | بروفسور مشارك | بروفسور كامل |
| -------------------------------- | ------------- | ------------- | ------------ |
| الولايات المتحدة                 | $38,948       | $44,932       | $60,801      |
| الولايات المتحدة - أعلى الجامعات | $49,300       | $57,142       | $87,702      |
| المملكة المتحدة                  | ₤37,424       | ₤46,261       | ₤60,314      |
| المملكة المتحدة - أعلى الجامعات  | ₤42,245       | ₤47,495       | ₤82,464      |
| ألمانيا                          | €50,052       | €68,472       | €79,248      |
| فرنسا                            | €22,546       | €26,316       | €37,118      |
| إيطاليا                          | €21,678       | €25,994       | €37,351      |
| هولندا                           | €30,609       | €37,991       | €46,180      |
| سويسرا                           | €60,158       | €69,118       | €78,068      |
| لوكسمبورغ                        | €20,320       | €22,785       | €26,391      |
| بلجيكا                           | €29,244       | €33,778       | €38,509      |
| إسبانيا                          | €17,180       | €20,284       | €26,573      |
| السويد                           | €22,257       | €26,666       | €31,639      |
| الأردن                           | €16,800       | €20,400       | €25,200      |
| الجزائر                          | €6,109        | €9,163        | €14,181      |

### دول أخرى
| الدولة                               | مساعد بروفسور         | برفسور مشارك          | بروفسور كامل           |
| ------------------------------------ | --------------------- | --------------------- | ---------------------- |
| أستراليا                             | € 65,113              | € 75,813              | € 95,173               |
| كولومبيا                             | € 16,700              | € 21,500              | € 28,700               |
| صربيا                                | € 8400                | € 10100               | € 15000                |
| البرازيل (رواتب الجامعات الفيدرالية) | € 26,200              | € 39,516              | € 58,941               |
| مصر (2010، بما في ذلك المكافأة)      | ج.م 5,400 – ج.م 6,600 | ج.م 7,200 – ج.م 8,400 | ج.م 9,600 – ج.م 10,800 |
| إيران (2010)                         | € 1,100–1,400         | € 1,800–2,000         | € 2,500–3,000          |
| سريلانكا (2011، شهرياً)               | € 305                 | € 520                 | € 650                  |